# Guido Zavanone
Guido Zavanone (Asti, 8 maggio 1927 – Genova, 29 novembre 2019) è stato un magistrato, scrittore e poeta italiano.
Fu Procuratore generale presso la Corte d'Appello di Genova.

## Biografia
Guido Zavanone nacque ad Asti l'8 maggio 1927 da genitori entrambi piemontesi. Trasferitosi il padre, funzionario statale, ad Alessandria, poi a Bologna, infine a Genova, Zavanone compì i suoi studi in tutte queste città, fino a conseguire la maturità classica nel 1944. Iscrittosi all'Università di Genova, si laureò in giurisprudenza nel 1948 con una tesi su Morale e diritto in Kant e Rosmini, e fu incoraggiato dalla Commissione giudicatrice a «proseguire negli studi filosofici».
Dopo un breve periodo di lavoro presso il Comune di Genova (nel reparto Istruzione), Zavanone, nel 1952, entrò in magistratura come pretore e poi giudice presso il Tribunale di Genova, svolgendo nel contempo attività giudiziaria presso la locale Corte d’Assise. Ricoprì poi la carica di Presidente del Tribunale per i minorenni e, infine, di Procuratore generale presso la Corte d’Appello di Genova.
Fu uno dei fondatori del Comitato italiano Unicef e, terminata – per il raggiungimento dei limiti d'età – l'attività giudiziaria, prestò la sua opera quale Presidente del Comitato Regionale Ligure.
L'intensa attività giudiziaria non impedì a Zavanone l'esercizio poetico, che risale alla seconda metà degli anni Cinquanta. È del 1962 la pubblicazione della raccolta di poesie La terra spenta, del 1964 il suo ingresso nella redazione della rivista “Diogene”, diretta da Adriano Guerrini. Nella seconda metà degli anni Sessanta egli pubblicò poesie su riviste prestigiose, quali “Il ponte”, “Letteratura” e “Il caffè” di Vicari.
Nel 1982 Zavanone fece uscire il suo secondo libro di poesie presso Scheiwiller; seguiranno una decina consimili pubblicazioni in Italia e all'estero oltre a racconti e note critiche.
Nell'ampio arco della sua attività letteraria vinse numerosi premi letterari, tra i quali si ricordano il “Nigra” (Pres. Carlo Bo), il “David” (Pres. Mario Sansone), il “Libero de Libero” (Pres. Elio Filippo Accrocca), il “Massarosa” (Pres. Manlio Cancogni), il “Città di Catanzaro” (Pres. Mario Luzi), il “Milano-Duomo (Pres. Giancarla Mursia), il “Legnano” (Pres. Luciano Erba) e il “Città di Moncalieri” (Pres. Gianluigi Beccaria) per il libro Il viaggio stellare, il “Cesare Pavese” (Pres. Giovanna Romanelli) per Tempo nuovo e il premio Energia per la Vita, indetto dai Lions Club di Rho per Il Viaggio Stellare.
Fu condirettore di “Nuovo contrappunto” e, dopo aver fatto parte per molti anni della redazione di “Resine”, passò alla redazione di “Satura”. Curò, per l'editore De Ferrari, la collana di poesia “Chiaro-Scuro”.
Il 24 febbraio 2016, presso la Biblioteca Berio di Genova, presentò il suo ultimo libro di poesie "Lo Sciame delle parole" in cui raccoglieva cinquant'anni di produzione poetica. Questa presentazione fu introdotta dai professori ed amici Vittorio Coletti e Stefano Verdino, con letture recitate da Giovanni Cadili Rispi.
Epistolarmente si sono occupati della poesia di Zavanone: Rosario Assunto, Angelo Barile, Carlo Bernari, Franco Croce, Marco Forti, Marziano Guglielminetti, Angelo Iacomuzzi, Giuliano Manacorda, Giuseppe Pontiggia, Camillo Sbarbaro, Cesare Segre, Ferruccio Ulivi, con lettere conservate nell'archivio personale letterario di Guido Zavanone.

## Opere

### Poesie
- La terra spenta, Liguria, Genova 1962
- Arteria, Scheiwiller, Milano 1983
- La vita affievolita, Confronto (Edizioni Premio Libero de Libero), Fondi 1986
- Il viaggio, San Marco dei Giustiniani, Genova 1991
- Qualcosa, Ibiskos (a cura del Premio Massarosa), Empoli 1994
- Se restaurare la casa degli avi, Campanotto, Udine 1994
- Care sembianze, Managò, Ventimiglia 1998
- Nouvelles pour l'an 2000 (edizione bilingue), La Bartavelle, Charlieu 2002
- Tracce - Urme (edizione bilingue), IDC Press, Cluj-Napoca 2004
- L'albero della conoscenza, Genesi, Torino 2004
- Il viaggio stellare, San Marco dei Giustiniani, Genova 2009
- Tempo nuovo, De Ferrari, Genova 2013
- Je parle de nous, Encres vives, Colomiers 2014
- Le voyage stellaire, L'Harmattan, Paris 2014
- Koha e re, Botimet Fishta, 2014
- Viaggio con poeta, 2014
- Lo sciame delle parole, Interlinea, Novara 2015
- Vernice, anno XXI nº 52, 2015
- Percorsi della poesia, Genova, San Marco dei Giustiniani, 2017
- L’essere e l’ombra, prefazione di Giorgio Ficara, Genova, San Marco dei Giustiniani 2018
- La Volpona, Lecce, Manni 2019

## Riconoscimenti
Nell'ampio arco della sua attività letteraria ha vinto numerosi premi letterari, tra i quali si ricordano:
- il Nigra (presidente Carlo Bo)
- il David (presidente Mario Sansone)
- il Libero De Libero (presidente Elio Filippo Accrocca)
- il Massarosa (presidente Manlio Cancogni)
- il Città di Catanzaro (presidente Mario Luzi)
- il Milano-Duomo (presidente Giancarla Mursia)
- il Legnano (presidente Luciano Erba)
- il Città di Moncalieri (presidente Gianluigi Beccaria) per il libro Il viaggio stellare
- il Cesare Pavese (presidente Giovanna Romanelli) per Tempo nuovo
- il Premio Letterario Internazionale “Energia per la Vita” del Lions Club Rho